# Племенные герцогства

Священная Римская империя около 1000 года

«Племенные герцогства» (нем. Stammesherzogtum) — традиционное название для группы нескольких крупнейших княжеств, образовавшихся в составе Восточно-Франкского королевства (Германии) в IX—X веках на основе территорий, занимаемых ранее различными племенами германцев.
Эти княжества постепенно добились значительного уровня независимости от королей Германии и в течение нескольких веков после падения Каролингов играли роль базовых государственных образований «Священной Римской империи». Развитие феодализма и сепаратистских тенденций в Германии привели в XII веке к распаду герцогств. Тем не менее традиция выделения нескольких крупнейших «племенных» регионов сохранилась и позднее нашла своё отражение в системе курфюршеств и имперских округов.
Обычно выделяют следующие пять племенных герцогств:
- Саксония;
- Франкония[1][2];
- Бавария;
- Швабия[3][4];
- Лотарингия (или, по другой традиции, Тюрингия).

## Расселение германских племён
В период Великого переселения народов различные германские племена расселились на территории современной Германии. Северо-западные регионы, вдоль берегов Северного моря и нижнего течения Эльбы заняли саксы. Юго-восточнее расселились тюринги. Земли к востоку от Рейна занимали франки. Территории в верховьях Рейна, Майна и Дуная были заселены алеманнами и свевами. Юго-западные области Германии после разгрома ругов Одоакром в V веке перешли под власть баваров. Эти пять германских племён стали родоначальниками раннефеодальных государственных образований, составивших королевство Германия после крушения империи Каролингов: на землях саксов возникла Саксония, тюрингов — Тюрингия, франков — Франкония, аллеманов — Швабия, а баваров — Бавария.

## Возникновение и развитие государств

### Саксония
Саксы, по-видимому, были единственным из германских племён сохранившим свою национальную идентичность ко времени Карла Великого. Они довольно поздно вошли в состав империи Каролингов (после войн 772—804 гг.). В условиях необходимости самостоятельно организовывать отпор норманнам и балтийским славянам, к концу IX века сложилось герцогство Саксония с собственной династией. Оно распространило свою власть на прилегающую Тюрингию и часть земель, отвоёванных у западных славян, где сформировалась система приграничных марок. Представители Саксонской династии в 919 г. унаследовали престол королевства Германия, а в 961 г. возродили Священную Римскую империю. В первой половине XII века в Саксония перешла под власть дома Вельфов, которые развернули длительную борьбу с императорами из династии Гогенштауфенов. Поражение Вельфов от Фридриха I Барбароссы привело в 1181 г. к разделу герцогства Саксония на несколько феодальных и церковных владений. Позднее сформировалось два центра власти на саксонских территориях — курфюршество Саксония (современная федеральная земля Саксония) на юго-востоке и герцогство Брауншвейг-Люнебург (с конца XVII века — королевство Ганновер, современная земля Нижняя Саксония).

### Тюрингия
Тюринги были завоёваны франками около 550 г., а после распада Каролингской империи образовалось небольшое герцогство Тюрингия (позже ландграфство Тюрингия). Однако в XIII веке оно распалось: в западной части сформировалось ландграфство Гессен, а восточная часть (современная земля Тюрингия) перешла под власть дома Веттинов из Мейсенской марки и позднее была разделена между многочисленными потомками этой династии.

### Франкония
Территория Франконии издавна входила в состав франкского королевства Австразии, а после прекращения династии Каролингов в начале X века образовалось обширное Франконское герцогство, чей правитель Конрад I был избран королём Германии. Однако во второй половине X века император Оттон I Великий завоевал Франконию и разделил её между различными церковными государствами (Вюрцбург, Фульда, Бамберг). В западной части потомки франконских герцогов сохранили часть владений и в XI веке даже получили имперский престол (Салическая династия). Эта территория стала основой будущего курфюршества Пфальцского. Восточная Франкония позднее вошла в состав Баварии.

### Швабия
Свевы, ушедшие в V веке на Пиренейский полуостров, дали своё название герцогству Швабии (современная земля Баден-Вюртемберг), возникшим в IX веке на землях, населяемых после ухода свевов алеманнами. В этом герцогстве династии сменяли одна другую, пока в 1079 г. власть не перешла к Гогенштауфенам, при которых Швабия стала важнейшим германским княжеством, а сама Священная Римская империя пережила свой наивысший подъём. Но после смерти последнего императора из дома Гогенштауфенов в 1268 г. Швабия быстро распалась, а на её территории образовалось несколько десятков, а позднее — более сотни феодальных владений. Лишь в XVI веке началось возвышение двух крупнейших швабских княжеств — маркграфства Баден и герцогства Вюртемберг. После Наполеоновских войн этим двум государствам удалось объединить территорию бывшего герцогства Швабия.

### Бавария
Бавары были, вероятно, потомками ругиев, разбитых королём Одоакром в 487 г., и древнейшего кельтского населения современной Чехии. Они достаточно рано признали верховную власть франков, однако позднее сформировали собственное герцогство под управлением династии Агилольфингов. В середине VIII века Бавария вошла в состав империи Карла Великого, но уже в конце IX века баварские земли были переданы Луитпольду, который воссоздал древнее герцогство Бавария. Оно стало одним из наиболее крупных и влиятельных в империи, а в период правления баварских герцогов из дома Вельфов стало главной территориальной опорой аристократической оппозиции германским императорам. В 1180 г. Бавария перешла под власть династии Виттельсбахов, которые правили здесь до 1918 г. В отличие от других «племенных герцогств», Баварии удалось достаточно быстро преодолеть период феодальной раздробленности и с XVI века Бавария являлась одним из крупнейших германских государств.

### Лотарингия
В отличие от остальных «племенных герцогств» Лотарингия не представляла собой этническо-культурной общности. Возникнув в 855 году вследствие раздела владений императора Лотаря I, королевство Лотарингия включало в себя разнородные в национальном и географическом плане области современных Нидерландов, Бельгии, Люксембурга, Рейнланд-Пфальца, Эльзаса и Французской Лотарингии. После прекращения династии Каролингов в начале X века было сформировано герцогство Лотарингия, однако уже в 959/965 году оно распалось на два государства: Нижняя Лотарингия и Верхняя Лотарингия. Первое прекратило своё существование в конце XII века и на его обломках возникли герцогства Брабант, Гелдерн, графство Голландия и ряд других владений. Герцогство Верхняя Лотарингия (позже — просто Лотарингия) просуществовало дольше, до 1736 года, когда  было присоединено к Франции. Отнесение Лотарингии к одному из «племенных герцогств» во многом спорно и, вероятно, базируется на территориальной величине этого государственного образования и желании заменить в качестве германообразующего княжества Тюрингию, быстро потерявшую независимость.

## Система власти в герцогствах
Первоначально во главе «племенных герцогств» стояли, видимо, вожди соответствующих германских племён, окруженные военной знатью. В период империи Каролингов эти вожди приняли титул герцога как элемент культуры Каролингского возрождения и новой системы феодализма. Герцоги присвоили себе право назначения епископов, аббатов и, зачастую, графов на территории своих княжеств, формируя таким образом региональную властную элиту, независимую от императоров. После смерти последнего германского короля из династии Каролингов, герцоги взяли на себя функцию избрания нового короля. В дальнейшем эта традиция трансформировалась в институт курфюрстов-выборщиков Священной Римской империи.
В то же время, образование «племенных герцогств» — региональных центров власти в Германии, способствовало усилению антагонизма между различными династиями и аристократическими группами в империи, что вело к непрекращающимся войнам, борьбе за имперский престол и мятежам. Это значительно ослабляло Германское королевство и стало одной из причин его фактического распада.
«Племенную» составляющую в системе власти в герцогствах для периода после Каролингов следует понимать не в смысле этнического единства и обособленности, а скорее как указание на наличие достаточно закрытого слоя местной правящей элиты. Эта элита первоначально возглавлялась франкскими аристократами, но с течением времени всё большее значение приобретала местная немецкая региональная знать, чьи традиции если и восходили к временам германских племён, то в существенной степени уже потеряли родовую окраску.